# 케브네카이제

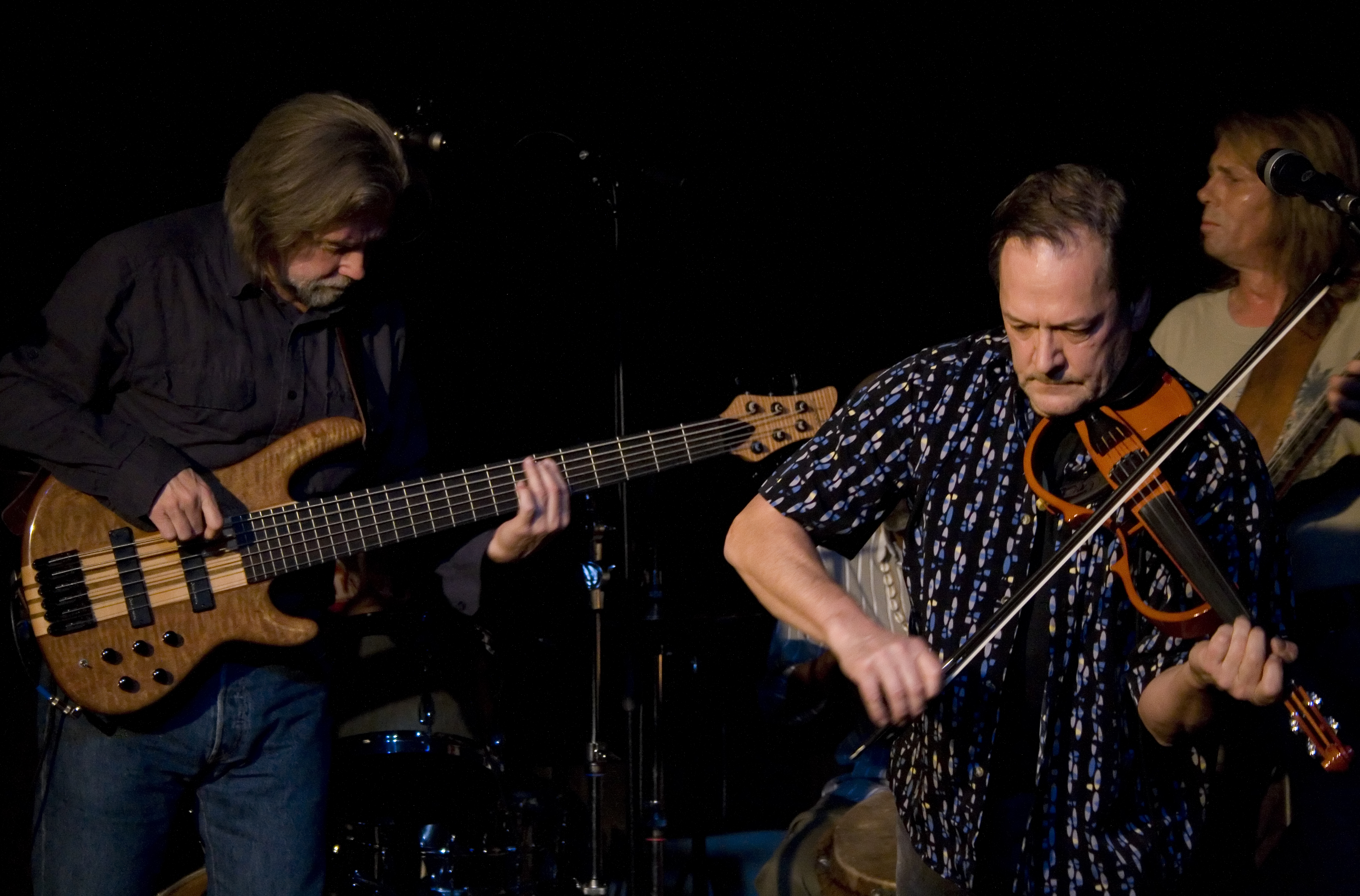

케브네카이제(Kebnekajse 혹은 Kebnekaise)는 70년대 초반부터 활동한 스웨덴의 프로그레시브 록 밴드이다. 메키 마르크 멘에서 활동하던 멤버들이 결성했다.
스웨덴의 가장 높은 산인 케브네카이세산에서 따온 밴드이지만 이후 철자를 틀리게 바꾼다.
밴드의 첫 앨범은 지미 헨드릭스 풍의 기타가 강조된 프로그레시브 록이었으나 이후 점차 컨템포러리 포크 음악적인 면이 강해졌다. 예테보리에서 활동하던 시기 이들은 점차 더욱 프로그레시브록에 경도되었으며 가사도 사회주의적인 면이 강해졌다.
이들은 스웨덴의 사일런스(Silence)에서 음반을 내다가 78년부터 메이저인 머큐리에서 음반을 내었다. 기타리스트 Kenny Hakansson은 독립해서 밴드 Dag Vag을 만들었다.
그들은 70년대 후반에 해체했다가 2001년부터 재결성해 공연을 하고 있다. 앵글라고드나 둥겐같은 그룹에 직접적으로 영향을 준 밴드이다.

## 앨범목록
- Resa mot okänt mål (1971) (Journey to an unknown destination)
- Kebnekajse II (1973)
- Kebnekajse III (1975)
- Ljus från Afrika (1976) (Lights from Africa)
- Elefanten (1976) (The elephant)
- Vi drar vidare (1978) (We press on)
- Electric Mountain (1993) - Compilation album
- Resa mot okänt mål (remastered) (2001)
- Kebnekajse (2009)
- Idioten (2011)
- Aventure (2012)